# Паскуали, Людовико
Людовико Паскуали (итал. Ludovico Pasquali; 1500, Котор — 1551, Котор) — поэт на итальянском и латинском языках из Каттаро (территория современной Черногории), находившейся тогда под властью Венецианской республики.

## Биография
Паскуали родился и умер в Которе, в Венецианской Албании (сегодня Черногория). Он был из древней далматинской семьи с корнями во Флоренции. Он был другом, поклонником и земляком Джованни Бона де Болирис. Паскуали учился в Падуанском университете и после того, как был порабощён турками на Крите, вернулся в свой родной город, где всю оставшуюся жизнь посвятил продвижению культуры Италии эпохи Возрождения.
Его признали «лучшим поэтом» венецианской Далмации XVI века.
Паскуали написал в 1549 году сборник стихов на итальянском языке Rime Volgari («Популярные стишки» — итальянский язык часто называли «volgare», что означало «популярный», даже в XVI веке: считалось, что это популярная версия латыни. Его том на латыни Carmina («Стихи») был напечатан в 1551 году.

### Произведения
- Rime volgari di m. Ludouico Paschale da catharo Dalmatino. Non piu date in luce., In Vinegia: appresso Steffano et Battista cognati al segno de S. Moise, 1549
- Ludovici Pascalis Iulii Camilli, Molsae, et aliorum illustrium poetarum carmina, ad illustriss. et doctiss. marchionem Auriae Bernardinum Bonifatium per Ludouicum Dulcium nunc primum in lucem aedita., Venetiis: apud Gabrielem Iolitum et fratres De Ferrariis, 1551

## Память
Джакомо Скотти охарактеризовал Паскуали как одного из самых «итальянских» среди далматинских поэтов: он никогда не писал на сербско-хорватском, а только на итальянском и иногда на латыни.
Хорватская энциклопедия описывает его как «хорватского поэта» и отмечает его произведения на итальянском и латыни.